# Orlenięta
Orlenięta (biał. Арляняты; ros. Орленяты) − wieś na Białorusi, w obwodzie grodzieńskim, w rejonie smorgońskim, w sielsowiecie Krewo.

## Historia
W czasach zaborów wieś i zaścianek w gminie Krewo, w powiecie oszmiańskim, w guberni wileńskiej Imperium Rosyjskiego. W 1905 roku wieś liczyła 100 mieszkańców, 139 dziesięcin, zaścianek liczył 36 mieszkańców, 47 dziesięcin.
W latach 1921–1945 wieś i zaścianek leżały w Polsce, w województwie wileńskim, w powiecie oszmiańskim, w gminie Krewo.
W 1931:
- wieś w 18 domach zamieszkiwało 96 osób[2].
- zaścianek  w 5 domach zamieszkiwały 43 osoby[2].

Wierni należeli do parafii rzymskokatolickiej i prawosławnej w Krewie. Miejscowość podlegała pod Sąd Grodzki w Smorgoniach i Okręgowy w Wilnie; właściwy urząd pocztowy mieścił się w Krewie.
Po II wojnie światowej w granicach Związku Sowieckiego. Od 1991 w niepodległej Białorusi.
Urodził się tu:
- Stanisław Stankiewicz
- Jan Stankiewicz
- Adam Stankiewicz
- Stanisław Stankiewicz